# Spominski znak Limbuš
Spominski znak Limbuš je spominski znak Slovenske vojske, ki je podeljen veteranom TO RS za zasluge pri spopadu za Limbuš med slovensko osamosvojitveno vojno.

## Nosilci
- seznam nosilcev spominskega znaka Limbuš